# James Corbitt Morris
James Corbitt Morris (* 20. Juni 1907 in Mountain View, Arkansas; † 12. Juli 1998 in Fayetteville, Arkansas), besser bekannt unter dem Namen Jimmy Driftwood (auch Jimmie Driftwood), war ein US-amerikanischer Songwriter und Musiker. Zu seinen bekanntesten Songs gehören The Battle of New Orleans und Tennessee Stud.
Driftwood wurde am 20. Juni 1907 in Mountain View, Arkansas geboren. Sein Vater war der Folksänger Neil Morris. Driftwood lernte früh das Gitarrenspiel auf dem selbstgebauten Instrument seines Großvaters. Er spielte dieses ungewöhnlich geformte und klingende Instrument während seiner gesamten Karriere und erzählte, sein Hals sei aus einer Zaunstange, die Zargen aus einem Ochsenjoch und Wirbelkasten und Boden aus dem Kopfstück des Betts seiner Großmutter angefertigt. Daneben spielt er auch einen Musikbogen – seine die Mundhöhle als Resonanzraum nutzende Spielweise scheint einer appalachischen Tradition zu entspringen und erinnert mehr an eine Maultrommel.
Driftwood besuchte das John Brown College im Nordwesten von Arkansas und machte seinen Abschluss als Lehrer am Arkansas Teacher’s College. In seiner Unterrichtszeit begann er Songs zu schreiben, um seinen Schülern die amerikanische und lokale Geschichte in einer unterhaltsamen Weise nahezubringen.

## Zwanziger und dreißiger Jahre
In den Zwanzigern und Dreißigern verließ Driftwood Arkansas und reiste per Anhalter durch den Südwesten der USA. In Arizona nahm er an einem Gesangswettbewerb teil und gewann.
1936 heiratete Driftwood Cleda Johnson, eine frühere Schülerin, und kehrte nach Arkansas zurück, um wieder als Lehrer zu arbeiten und eine Familie zu gründen. In dieser Zeit entstanden Hunderte von Songs, Driftwood bemühte sich aber nicht ernsthaft um eine Karriere als Musiker. 1936 schrieb er seinen später berühmtesten Song The Battle of New Orleans, um eine Highschoolklasse für das Thema zu interessieren. Der Song schildert die Details dieser letzten großen Schlacht des Britisch-Amerikanischen Kriegs.

## Fünfziger Jahre
In den Fünfzigern nahm James Corbitt Morris den Namen Jimmy Driftwood als Künstler- und bürgerlichen Namen an. 1957 hörte ein Verleger aus Nashville von ihm, ließ ihn vorspielen und schloss mit ihm den ersten Plattenvertrag. Driftwood erinnert sich, an einem einzigen Tage über hundert seiner Songs gespielt zu haben, aus denen dann für die Aufnahme zwanzig ausgewählt wurden. Sein erstes Album Newly Discovered Early American Folk Songs erhielt gute Kritiken, verkaufte sich aber nicht besonders gut.
The Battle of New Orleans war darin enthalten, entsprach wegen seiner Wortwahl aber nicht dem Radiostandard der Zeit – Driftwood kommentierte später, Wörter wie „Hölle“ oder „verdammt“ habe man damals anscheinend predigen, aber nicht außerhalb der Kirche öffentlich singen können. Er wurde für einen Liveauftritt im Radio um eine gekürzte und entschärfte Version gebeten; der Sänger Johnny Horton hörte den Song und bat Driftwood, seine eigene Fassung davon aufnehmen zu dürfen.
Driftwood zog von Arkansas nach Nashville und wurde durch Auftritte in der Grand Ole Opry, im Ozark Jubilee und der Louisiana Hayride bekannt. Während Chruschtschows Besuch der Vereinigten Staaten wurde er eingeladen, als typischer Vertreter amerikanischer Musik aufzutreten. Seinen Höhepunkt erlebte Driftwoods Karriere 1959, als gleichzeitig sechs seiner Songs in den Pop- oder Countrycharts waren, darunter Johnny Hortons Aufnahme von The Battle of New Orleans, die sich zehn Wochen an der Spitze der Country-Singles-Charts und sechs Wochen an der Spitze der Pop-Charts hielt. Der Song erhielt 1960 den Grammy für den besten Song des Jahres und gilt seither als klassischer amerikanischer Folksong. Später sollte Driftwood weitere Grammys bekommen für Wilderness Road, Songs of Billy Yank and Johnny Reb (diese Figuren sind bekannte Personifizierungen der Nord- und Südstaaten der USA) und Tennessee Stud.
Driftwood wurde berühmt und trat in der Carnegie Hall und anderen großen Folkfestivals auf; seine Songs wurden von Eddy Arnold, Doc Watson, Johnny Cash, Hawkshaw Hawkins, Homer and Jethro, Odetta und anderen aufgenommen.

## Die Sechziger
1962 kehrte Driftwood nach Arkansas zurück. Dort gründete er die Rackensack Folklore Society, eine Vereinigung örtlicher Folksängers und Musiker, und trat regelmäßig auf dem Markt in Mountain View (Arkansas) auf. Driftwood begann, die Folkmusik und die Folksänger von Arkansas zu fördern und lud Musiker aus der Umgebung ein, auf seinem neu gegründeten Festival aufzutreten. Dieses Festival wuchs über die Jahre geradezu exponentiell und wurde schließlich zu dem jährlichen Arkansas Folk Festival, das über hunderttausend Besucher anzieht. Driftwoods Einsatz führte auch zur Gründung des Ozark Folk Center zur Bewahrung der Kultur der Ozark Mountains; dieses Folk Center ging später in den stattlichen Parks von Arkansas auf und zieht bis heute die Touristen an.

## Umweltengagement
Driftwood engagierte sich auch für die Umwelt, als der Buffalo River einen Damm bekommen sollte. Auch durch seinen Einfluss wurde der Plan schließlich fallengelassen und der Fluss als Buffalo National River zu einem nationalen Naturdenkmal erklärt. Driftwood spielte auch eine wichtige Rolle darin, die Tropfsteinhöhlen von Blanchard Springs zu erhalten; schließlich wurde er zum Vorsitzenden der Arkansas Parks and Tourism Commission ernannt.

## Werk
Driftwood schrieb über 6000 Folksongs, von denen über 300 durch die unterschiedlichsten Musiker aufgenommen wurden. Später in seinem Leben gab Driftwood häufig Konzerte mit freiem Eintritt für Schüler und Studenten. Er wurde in den Beirat des Kennedy Center for the Performing Arts in Washington, D.C. gewählt sowie als Musikwissenschaftler in die National Geographic Society.

## Tod
Jimmy Driftwood starb am 12. Juli 1998 in Fayetteville, Arkansas an einem Herzinfarkt.